# 台湾私法
台湾私法（たいわんしほう）とは、台湾総督府臨時台湾旧慣調査会が1909年（明治42年）から1911年（明治44年）にかけて出版した台湾の旧来の法制および習慣を調査した報告書である。

## 内容
- 台湾私法 第1巻 不動産 上巻［修訂版］NDLJP:990724
- 台湾私法 第1巻 不動産 下巻［修訂版］NDLJP:990725
- 台湾私法 第2巻 人事 上巻［修訂版］NDLJP:990726
- 台湾私法 第2巻 人事 下巻［修訂版］NDLJP:990727
- 台湾私法 第3巻 動産商事及債権 上巻［修訂版］NDLJP:990728
- 台湾私法 第3巻 動産商事及債権 下巻［修訂版］NDLJP:990729
- 台湾私法 台湾私法附録参考書 第1巻 上［修訂版］NDLJP:990730
- 台湾私法 台湾私法附録参考書 第1巻 中［修訂版］NDLJP:990731
- 台湾私法 台湾私法附録参考書 第1巻 下［修訂版］NDLJP:990732
- 台湾私法 台湾私法附録参考書 第2巻 上［修訂版］NDLJP:990733
- 台湾私法 台湾私法附録参考書 第2巻 下［修訂版］NDLJP:990734
- 台湾私法 台湾私法附録参考書 第3巻 上［修訂版］NDLJP:990735
- 台湾私法 台湾私法附録参考書 第3巻 下［修訂版］NDLJP:990736

## 背景
日本による台湾の領有に当たり、まず、土地台帳と名寄帳の作成が行われたが、その過程で土地に関する法慣行の実態を調査する必要が痛感された。そこで、総督府民政長官後藤新平は、1900年（明治33年）京都帝国大学法学部教授岡松参太郎にその調査を委嘱した。これをきっかけに、内地とは異なる台湾独自の立法の基礎をつくるために臨時台湾旧慣調査会が1901年（明治34年）4月に発足した。

## 調査の経過
臨時台湾旧慣調査会は、当初法制を調査する第1部と経済を調査する第2部に分けられていた。第1部は、土地および親族・相続の三者を調査の対象とした。まず北部台湾を調査の対象とし《第一期調査》、次いで南部台湾を調査した《第二期調査》。その結果をそれぞれ「第1回調査報告書」（1903年）と「第2回調査報告書」（1906～07年）として刊行した。その後、中部台湾を調査した《第三期調査》。そして、これまでの全台湾の私法的慣習の調査結果を集大成して1909年（明治42年）から1911年（明治44年）に刊行されたのが「台湾私法」である。

## 本書の目的と編成
本書の目的は、①台湾の古いしきたりを明らかにし、日本による統治上の行政及び司法の需要に応えることと、②中国の法制を研究し、学理の論述を編纂し、将来の台湾の立法の基礎にしようとするものであった。
この「台湾私法」は、本文6冊、付録参考書7冊、総ページ数5866ページからなる。このうち正文は台湾民事習慣に関する分析研究であった。付録参考書は調査収集で得られた文書資料であり、正文の前後に従って配列された。全体は、「不動産」（大租・小租,佃,典,祭祀公業を含む）「人事」（戸籍,婚姻,家産制を含む）、「動産」、「商事及び債権」の4編に分かれている
。

## 本書の特徴と意義
本書の特徴は近代の西洋の法律の概念で台湾の複雑な民間の習慣を整理したことである。台湾の歴史、私法、法制史の研究に役立つほか、中国史の研究にとっても貴重な宝庫となっている。